# Línguas dárdicas

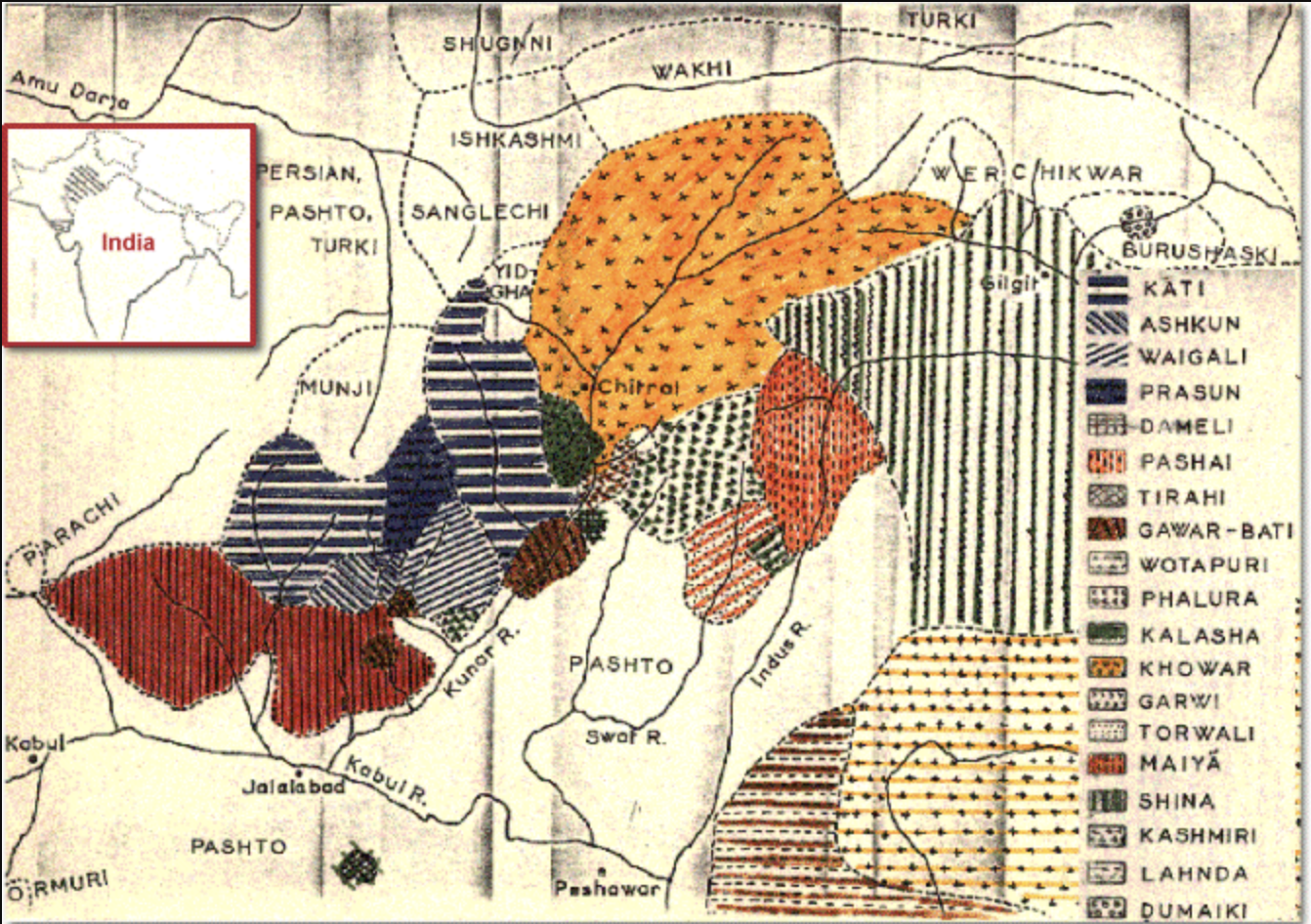
Línguas dárdicas por Georg Morgenstierne

As línguas dárdicas formam um sub-grupo das línguas indo-arianas, que por sua vez fazem parte da maior família das línguas indo-europeias. Faladas principalmente nas regiões montanhosas do norte do Paquistão, leste do Afeganistão, e na região Indiana da Caxemira, essas línguas são de grande interesse para linguistas devido à sua diversidade e características únicas.
Atualmente, muitas línguas dárdicas estão em perigo de extinção. A globalização, a migração e a crescente influência de línguas dominantes como o urdu, pashto e punjabi têm levado ao declínio no uso das línguas dárdicas, especialmente entre os jovens. Esforços de documentação e revitalização são necessários para preservar essas línguas. Organizações locais e internacionais têm trabalhado para gravar e estudar essas línguas, mas os recursos são frequentemente limitados.